# Boeng Sala Khang Tboung
Boeng Sala Khang Tboung, tiếng Việt là Boeng Sala Nam, là một xã của huyện Kampong Trach, tỉnh Kampot, Vương quốc Campuchia.

## Địa lý
Boeng Sala Khang Tboung là một xã giáp biên giới với Việt Nam, phía nam là thành phố Hà Tiên và huyện Giang Thành của Việt Nam (trong đó tây nam là phường Mỹ Đức, Hà Tiên; chính nam là phường Đông Hồ, Hà Tiên; đông nam là xã Phú Mỹ, Giang Thành). Mã hành chính của Boeng Sala Khang Tboung là 07-06-02. Boeng Sala Khang Tboung tiếp giáp xã Ruessei Srok Khang Kaeut (Ruessei Srok Đông) ở phía tây, xã Boeng Sala Khang Cheung (Boeng Sala Bắc) ở phía bắc, và xã Preaek Kroes ở phía đông. Boeng Sala Khang Tboung gồm các làng (sóc) sau: Kaoh Chamkar, Chres, Svay Ph'aem.